# Mersey and Irwell Navigation
| \| \| \| River Irwell \| \| \| \| \| Salford Werften \| \| \| \| \| Manchester and Salford Junction Canal \| \| \| \| \| Manchester, Bolton & Bury Canal \| \| \| \| \| Abzweige zum Bridgewater Canal \| \| \| \| \| Throstles Nest Lock \| \| \| \| \| Mode Wheel Lock \| \| \| \| \| \| \| \| \| \| Barton Lock \| \| \| \| \| Barton Aqueduct, Bridgewater Canal \| \| \| \| \| \| \| \| \| \| Stickings Lock \| \| \| \| \| \| \| \| \| \| Holmes Bridge Schleuse \| \| \| \| \| Calamanco Schleuse \| \| \| \| \| Irwell \| \| \| \| \| River Mersey \| \| \| \| \| \| \| \| \| \| Sandywarps Lock \| \| \| \| \| \| \| \| \| \| Millbank Lock \| \| \| \| \| River Bollin \| \| \| \| \| Rixton \| \| \| \| \| Doppelschleuse \| \| \| \| \| Lymm Bogen \| \| \| \| \| Fluss \| \| \| \| \| Woolston Lock \| \| \| \| \| Powder Mill Lock \| \| \| \| \| Woolston New Cut / Old Cut \| \| \| \| \| Paddington Lock \| \| \| \| \| \| \| \| \| \| Latchford Lock \| \| \| \| \| Zufluss vom Woolston Cut \| \| \| \| \| Howley Lock \| \| \| \| \| \| \| \| \| \| Runcorn and Latchford Canal \| \| \| \| \| Sankey Canal \| \| \| \| \| \| \| \| \| \| Sankey Brook \| \| \| \| \| Fiddlers Ferry Lock \| \| \| \| \| Old Quay Lock \| \| \| \| \| Widnes Lock, Sankey Canal \| \| \| \| \| River Mersey \| \| |  |                                       |                                       |
| U-Bahn-Strecke (außer Betrieb) |  | River Irwell                          | River Irwell                          |
| |  | Salford Werften                       |                                       |
| U-Bahn-Strecke quer |  | Manchester and Salford Junction Canal | Manchester and Salford Junction Canal |
| U-Bahn-Strecke quer |  | Manchester, Bolton & Bury Canal       | Manchester, Bolton & Bury Canal       |
| U-Bahn-Strecke quer |  | Abzweige zum Bridgewater Canal        | Abzweige zum Bridgewater Canal        |
| |  | Throstles Nest Lock                   |                                       |
| |  | Mode Wheel Lock                       |                                       |
| U-Bahn-Strecke nach links · U-Bahn-Strecke von rechts |  |                                       |                                       |
| |  | Barton Lock                           |                                       |
| U-Bahn-Strecke quer · U-Bahn-Kreuzung geradeaus unten |  | Barton Aqueduct, Bridgewater Canal    | Barton Aqueduct, Bridgewater Canal    |
| U-Bahn-Strecke von links (außer Betrieb) · U-Bahn-Abzweig geradeaus und ehemals nach rechts |  |                                       |                                       |
| U-Bahn-Strecke von links (außer Betrieb) · U-Bahn-Strecke nach rechts (außer Betrieb) |  | Stickings Lock                        | Stickings Lock                        |
| U-Bahn-Strecke nach links (außer Betrieb) · U-Bahn-Strecke quer (außer Betrieb) · U-Bahn-Abzweig geradeaus und ehemals von rechts |  |                                       |                                       |
| |  | Holmes Bridge Schleuse                |                                       |
| |  | Calamanco Schleuse                    |                                       |
| U-Bahn-Kilometer-Wechsel |  | Irwell                                | Irwell                                |
| U-Bahn-Strecke · U-Bahn-Strecke von links (außer Betrieb) |  | River Mersey                          | River Mersey                          |
| U-Bahn-Strecke von links · U-Bahn-Strecke von rechts · U-Bahn-Strecke nach links · U-Bahn-Abzweig ehemals geradeaus und von rechts |  |                                       |                                       |
| U-Bahn-Strecke · U-Bahn-Abzweig ehemals geradeaus und nach links · U-Bahn-Abzweig ehemals geradeaus und nach rechts |  | Sandywarps Lock                       | Sandywarps Lock                       |
| U-Bahn-Strecke · U-Bahn-Strecke nach links (außer Betrieb) · U-Bahn-Strecke quer (außer Betrieb) · U-Bahn-Strecke nach rechts (außer Betrieb) |  |                                       |                                       |
| |  | Millbank Lock                         |                                       |
| U-Bahn-Abzweig geradeaus und ehemals von links · U-Bahn-Strecke quer (außer Betrieb) · U-Bahn-Strecke quer (außer Betrieb) |  | River Bollin                          | River Bollin                          |
| U-Bahn-Abzweig geradeaus und ehemals nach links · U-Bahn-Abzweig quer und von rechts (Strecke außer Betrieb) · U-Bahn-Strecke von rechts (außer Betrieb) |  | Rixton                                | Rixton                                |
| U-Bahn-Strecke (außer Betrieb) |  | Doppelschleuse                        | Doppelschleuse                        |
| U-Bahn-Abzweig geradeaus und ehemals von links · U-Bahn-Abzweig quer und nach rechts (Strecke außer Betrieb) · U-Bahn-Strecke nach rechts (außer Betrieb) |  | Lymm Bogen                            | Lymm Bogen                            |
| U-Bahn-Abzweig geradeaus und ehemals nach links · U-Bahn-Abzweig quer und von rechts (Strecke außer Betrieb) · U-Bahn-Strecke von rechts (außer Betrieb) |  | Fluss                                 | Fluss                                 |
| U-Bahn-Strecke (außer Betrieb) · U-Bahn-Strecke (außer Betrieb) |  | Woolston Lock                         | Woolston Lock                         |
| U-Bahn-Strecke · U-Bahn-Strecke (außer Betrieb) |  | Powder Mill Lock                      | Powder Mill Lock                      |
| U-Bahn-Strecke · U-Bahn-Strecke (außer Betrieb) · U-Bahn-Strecke (außer Betrieb) |  | Woolston New Cut / Old Cut            | Woolston New Cut / Old Cut            |
| U-Bahn-Abzweig geradeaus und von links (Strecke außer Betrieb) · U-Bahn-Strecke nach rechts (außer Betrieb) |  | Paddington Lock                       | Paddington Lock                       |
| U-Bahn-Abzweig geradeaus und ehemals von links · U-Bahn-Strecke nach rechts (außer Betrieb) |  |                                       |                                       |
| U-Bahn-Abzweig geradeaus und nach links · U-Bahn-Strecke von rechts |  | Latchford Lock                        | Latchford Lock                        |
| U-Bahn-Abzweig geradeaus und ehemals nach links · U-Bahn-Strecke von rechts (außer Betrieb) |  | Zufluss vom Woolston Cut              | Zufluss vom Woolston Cut              |
| U-Bahn-Strecke (außer Betrieb) · U-Bahn-Strecke |  | Howley Lock                           | Howley Lock                           |
| U-Bahn-Abzweig geradeaus und ehemals von links · U-Bahn-Strecke nach rechts (außer Betrieb) · U-Bahn-Strecke |  |                                       |                                       |
| U-Bahn-Strecke nach links · U-Bahn-Strecke von rechts · U-Bahn-Kilometer-Wechsel |  | Runcorn and Latchford Canal           | Runcorn and Latchford Canal           |
| U-Bahn-Abzweig quer und von rechts (Strecke außer Betrieb) · U-Bahn-Strecke von rechts (außer Betrieb) · U-Bahn-Strecke · U-Bahn-Strecke |  | Sankey Canal                          | Sankey Canal                          |
| U-Bahn-Strecke (außer Betrieb) · U-Bahn-Strecke · U-Bahn-Strecke |  |                                       |                                       |
| U-Bahn-Strecke (außer Betrieb) · U-Bahn-Strecke nach links (außer Betrieb) · U-Bahn-Strecke |  | Sankey Brook                          | Sankey Brook                          |
| U-Bahn-Strecke |  | Fiddlers Ferry Lock                   | Fiddlers Ferry Lock                   |
| U-Bahn-Strecke (außer Betrieb) · U-Bahn-Strecke |  | Old Quay Lock                         | Old Quay Lock                         |
| U-Bahn-Strecke nach links · U-Bahn-Strecke nach rechts |  | Widnes Lock, Sankey Canal             | Widnes Lock, Sankey Canal             |
| U-Bahn-Strecke |  | River Mersey                          | River Mersey                          |

Die Mersey and Irwell Navigation war eine Kanal- und Flussverbindung im Nordwesten Englands. Sie stellte eine schiffbare Verbindung von der Mündung des Mersey nach Salford und Manchester her, indem sie die Flüsse Irwell und Mersey verband. Zwischen 1724 und 1743 wurden acht Schleusen gebaut und der Lauf der Flüsse durch verschiedene Durchbrüche verändert. Der Schiffsverkehr auf der Strecke nahm ab den 1870er Jahren ab und wurde schließlich durch den Bau des Manchester Ship Canal überflüssig. Der Kanal zerstörte große Teile der Navigation im Bereich des Irwell und die Strecke zwischen Latchford und Runcorn.

## Geschichte
Der Plan, die Flüsse Mersey und Irwell für die Schifffahrt zwischen Liverpool und Manchester zu verbinden, wurde zuerst 1660 diskutiert, aber erst 1712 konkretisiert. 1720 wurde ein entsprechendes Gesetz ins Parlament eingebracht und 1721 beschlossen. Die Bauarbeiten führte die Mersey and Irwell Navigation Company zwischen 1724 und 1734 durch. Mit der Fertigstellung des Kanals konnten Boote von Kais in der Water Street in Manchester bis zur Irischen See verkehren. Die Größe der Schiffe war begrenzt. Während Trockenperioden oder wenn starker Ostwind die Gezeiten an der Mündung des Mersey zurückdrängte, konnten vollbeladene Schiffe unter Umständen die Strecke nicht befahren.
Auf der Länge der Strecke waren acht Schleusen gebaut worden sowie verschiedene kurze Durchbrüche zur Umgehung flacher Flussabschnitte gegraben und mit Toren abgeschlossen worden. Einige Bögen in den Flussläufen wurden begradigt. Der Streckenverlauf wurde im Laufe der Zeit immer wieder überarbeitet. Ein schwierig zu befahrender Abschnitt bei Howley konnte ab 1804 durch den sogenannten Runcorn and Latchford Canal umgangen werden. Bei Runcorn wurde ein Hafenbecken eingerichtet, um Schiffen bei niedrigem Wasserstand einen Ort zum Warten auf mehr Wasser zu geben.
Durch den 1776 eröffneten Bridgewater Canal und die Eröffnung der Liverpool and Manchester Railway 1830 erhielt der Kanal ernsthafte Konkurrenz. Ab den 1870er Jahren verfiel der Schifffahrtsweg zunehmend. Der Verkehr nahm ab, weil der Hafen von Liverpool sehr hohe Gebühren verlangte. So war es günstiger, Waren über Hull auf der anderen Seite Englands zu verschiffen als über Liverpool. Außerdem war gleichzeitig die Industrieleistung Manchesters stark rückläufig. Deshalb wurde ein Plan entwickelt, einen Kanal zwischen Liverpool und Manchester zu bauen, der es Seeschiffen ermöglichen sollte, Manchester direkt anzulaufen und so den wirtschaftlichen Niedergang der Stadt aufzuhalten.
Der Bau des Manchester Ship Canal machte die Mersey and Irwell Navigation überflüssig. Verkehr auf einem Abschnitt unterhalb von Rixton gab es bis 1950. Heute ist ein kleiner Abschnitt oberhalb der Pomona Docks des Manchester Ship Canals die einzige Strecke, die noch betrieben wird, an vielen anderen Orten liegt die Route inzwischen trocken und ist nicht mehr befahrbar.